# Maratón de Friburgo
El maratón de Friburgo es un importante evento deportivo en el estado federado alemán de Baden-Wurtemberg. Tiene lugar cada año en marzo o abril en Friburgo de Brisgovia desde 2004. La ruta va a través de Friburgo en un circuito de dos medio maratones. Los participantes pueden correr el maratón completo o medio maratón.